# Thủ Đức
Thủ Đức es una ciudad bajo la administración de la Ciudad Ho Chi Minh. La ciudad fue fundada en diciembre de 2020, a partir de 3 distritos de Ciudad Ho Chi Minh (Distrito 2, Distrito 9, Distrito Thu Duc. Abarca una superficie de unos 211,56 km²; y su población es de 1.013.795 habitantes (2020). Sus coordenadas son 10°49′35″N, 106°45′39″E.
Desde diciembre de 2005 la ciudad de Thủ Đức tiene 34 barrios (phường): An Khánh, An Lợi Đông, An Phú, Bình Chiểu, Bình Thọ, Bình Trưng Đông, Bình Trưng Tây, Cát Lái, Hiệp Bình Chánh, Hiệp Bình Phước, Hiệp Phú, Linh Chiểu, Linh Đông, Linh Tây, Linh Trung, Linh Xuân, Long Bình, Long Phước, Long Thạnh Mỹ, Long Trường, Phú Hữu, Phước Bình, Phước Long A, Phước Long B, Tam Bình, Tam Phú, Tân Phú, Tăng Nhơn Phú A, Tăng Nhơn Phú B, Thạnh Mỹ Lợi, Thảo Điền, Thủ Thiêm, Trường Thạnh, Trường Thọ.